# American Gangster (album)
American Gangster – dziesiąty album amerykańskiego rapera Jaya-Z. Został wydany 6 listopada 2007 w wytwórni Island Def Jam i Roc-A-Fella. Gościnnie pojawili się na nim Lil Wayne, Beanie Sigel i Nas. Album jest inspirowany filmem pod tym samym tytułem.

## Lista utworów
| #  | Tytuł                             | Gościnnie    | Producent                        | Czas |
| -- | --------------------------------- | ------------ | -------------------------------- | ---- |
| 1  | „Intro”                           |              | Chris Flame, Idris „Driis” Elba  | 2:01 |
| 2  | „Pray”                            |              | Diddy, Sean C & LV               | 4:24 |
| 3  | „American Dreamin'”               |              | Diddy, Sean C & LV, Mario Winans | 4:47 |
| 4  | „Hello Brooklyn 2.0”              | Lil Wayne    | Bigg D                           | 3:56 |
| 5  | „No Hook”                         |              | Diddy, Sean C & LV               | 3:14 |
| 6  | „Roc Boys (And the Winner Is)...” |              | Diddy, Sean C & LV               | 4:12 |
| 7  | „Sweet”                           |              | Diddy, Sean C & LV               | 3:26 |
| 8  | „I Know”                          |              | The Neptunes                     | 3:43 |
| 9  | „Party Life”                      |              | Diddy, Sean C & LV               | 4:29 |
| 10 | „Ignorant Shit”                   | Beanie Sigel | Just Blaze                       | 3:41 |
| 11 | „Say Hello”                       |              | DJ Toomp                         | 5:26 |
| 12 | „Success”                         | Nas          | No I.D., Jermaine Dupri          | 3:30 |
| 13 | „Fallin'”                         |              | Jermaine Dupri, No I.D.          | 4:01 |
| 14 | „Blue Magic”                      | Pharrell     | The Neptunes                     | 4:10 |
| 15 | „American Gangster”               |              | Just Blaze                       | 3:41 |